# Niccolò Tommaseo
Niccolò (eller Nicolò) Tommaseo (ursprungligen Nikola Tomašić), född den 9 oktober 1803 i Šibenik, död den 1 maj 1874 i Florens, var en italiensk litteraturhistoriker.
Tommaseo föddes inom en kroatisk släkt i Dalmatien. Han ägnade sig åt litterära värv i Florens, 1833-38 i Paris och därefter i Venedig. Då han ingivit en petition om mildring av censuren, blev han jämte Manin häktad i januari 1848. Han frigavs under ett folkupplopp i mars samma år och blev medlem av provisoriska regeringen i republiken Venezia samt i augusti samma år kulturminister, men landsförvisades efter stadens kapitulation i augusti 1849 och bosatte sig på Korfu. Han flyttade 1865 till Florens. Tommaseo hörde till den skola, som vill förena katolicismen med liberala strävanden. Han var en mångsidig och verksam skriftställare samt ägde stort inflytande som kritiker. 
Bland hans arbeten kan nämnas den förtjänstfulla ordboken Dizionario dei sinonimi della lingua italiana (1832; 7:e upplagan 1887), Dell'educazione (1834; 3:e upplagan 1836), Comento di Dante (1837), det historiska arbetet Relazioni degli ambasciadori veneti (2 band, 1838), vilket belyser Frankrikes historia under 1500-talet, den mycket betydelsefulla folkvisesamlingen Canti popolari toscani, corsici, illirici, greci (5 band, 1839-43), Studii critici (2 band, 1843), den psykologiska romanen Fede e bellezza (1852; flera upplagor), Le lettere di Santa Caterina di Siena (4 band, 1860), Dizionario della lingua italiana (1856 ff.), Dizionario estetico (ny upplaga 1872). En del av hans brev utgavs 1904.